# 鄭浩瀾
鄭 浩瀾（てい こうらん）は慶應義塾大学総合政策学部准教授、政策・メディア研究科委員。専門は中国近現代史、中国地域研究。SFCでは中国語科目や研究会を担当。

## 略歴
2007年4月 - 2009年3月 :慶應義塾大学, 総合政策学部, 訪問講師
2009年4月 - 2015年3月 :フェリス女学院大学, 国際交流学部, 准教授
2015年4月 - 継続中 :慶應義塾大学, 総合政策学部, 准教授

## 著書
出典
- 『毛沢東時代の政治運動と民衆の日常』（慶應義塾大学出版会 2021年3月）[4] （中兼和津次と共編）。
- 『中国農村社会と革命 : 井岡山の村落の歴史的変遷』（慶應義塾大学出版会 2009年9月）[5] 。

など多数。

### 論文
- 「日中戦争期の中国における児童保育の展開:重慶国民政府の統治地域を中心に」アジア研究 61(3) 2015年 。
- 「解放前の中国農村の共同性--江西省西南地域の村落を事例として」 現代中国研究 (22) 2008年。

など多数。

## 受賞
- 2010年6月 第26回大平正芳記念賞受賞 - 受賞作品は『中国農村社会と革命―井岡山の村落の歴史的変遷』[6]。